# New Abirem

New Abirem är en ort i södra Ghana. Den är huvudort för distriktet Birim North, och folkmängden uppgick till 6 123 invånare vid folkräkningen 2010. Det finns dagbrott med utvinning av guld strax väster om New Abirem.